# Siegfried Joksch
Siegfried „Friedl“ Joksch (* 4. Juli 1917 in Süßenbrunn, Niederösterreich, heute ein Stadtteil Wiens; † 29. April 2006 ebenda) war ein österreichischer Fußballspieler und mehrfacher Auswahlspieler.

## Karriere
Joksch begann seine Laufbahn bei der damals zur österreichischen Spitze zählenden Admira und gewann mit den Floridsdorfern den Meistertitel und auch den Pokalbewerb. 1937 wechselte er zu Austria Wien und bildete mit Leopold Mikolasch und Ernst Ocwirk die klassische „Halfreihe“ der Violetten. Er galt zu seiner Zeit als "Gentleman-Fußballer" der seinen Sport mit "Kopf" betrieb und war befähigt vom Seitenläuferposten aus mit seinem abgeklärten Spiel Ruhe in die Mannschaft zu bringen. Bekannt war der Mittelfeldspieler vor allem für sein zentimetergenaues Flachpassspiel, das viele Fußballgrößen und Journalisten damals als meisterhaft und vorbildlich bezeichneten. Mit der Austria errang er zweimal die Meisterschaft und blieb auch in zwei Pokalfinalen erfolgreich.
Als Admiraner spielte Joksch bereits in verschiedenen Auswahlmannschaften, wie dem Wiener Städteteam, sein Debüt in der österreichischen Nationalmannschaft feierte er als Austrianer aber erst im dritten Nachkriegsländerspiel am 6. Dezember 1945, beim historischen 4:1-Erfolg gegen Frankreich. Bis 1950 brachte er es auf 22 Einsätze im Nationalteam. Insgesamt absolvierte er 28 Spiele in Auswahlmannschaften, unter anderem eines als Angehöriger des österreichischen Olympiateams bei den Olympischen Spielen 1948.
Nach Beendigung seiner aktiven Laufbahn trainierte er kurz den Kapfenberger SV, zog sich danach jedoch vom Spitzenfußball zurück. Am 29. April 2006 verstarb der bis dahin älteste noch lebende ehemalige Austrianer im Alter von 89 Jahren. Er wurde am Süßenbrunner Friedhof bestattet.

## Stationen
- SK Admira Wien (1932–1937)
- FK Austria Wien (1937–1953)
- FC Zürich (1953–1955)
- SC Ortmann (1955–1959)
- Leopoldstadt (1959)

## Titel
- 6 × Österreichischer Meister:	1932, 1934, 1936, 1937 (Admira), 1949, 1950 (Austria)
- 4 × Österreichischer Pokalsieger:	1932, 1934 (Admira), 1948, 1949 (Austria)

## Erfolge
- 3 × Österreichischer Vizemeister:	1935 (Admira), 1946, 1952 (Austria)
- 1 × Österreichisches Pokalfinale:	1947 (Austria)

## Internationale Auswahlspiele
- 22 Länderspiele für die österreichische Nationalmannschaft von 1945 bis 1950
- 1 Auswahlspiel für die B-Nationalmannschaft
- 2 Auswahlspiele für die Wiener Städtemannschaft (später Staatsliga-Auswahl)
- 1 Auswahlspiel in der Wiener Städtemannschaft B
- 1 Auswahlspiel in der Olympiaauswahl von 1948